# Ty Harden
Ty Harden est un joueur de soccer américain né le 6 mars 1984 à Junction City dans l'Oregon. Il évolue au poste de défenseur.

## Biographie
Harden est repêché en 23e position par le Galaxy de Los Angeles lors de la MLS SuperDraft 2007. En février 2008, il annonce la fin de sa carrière professionnelle après seulement une saison afin de se consacrer à ses actions caritatives et de terminer ses études à l'Université de Washington.
Le 25 janvier 2013, Harden trouve un accord avec les Earthquakes de San José après avoir été sélectionné lors des repêchages intra-ligues.

## Palmarès
- Vainqueur du Championnat canadien en 2010, 2011 et 2012